# Force India VJM04
Force India VJM04 byl závodní vůz Formule 1 vyvinutý společností Force India pro sezónu 2011. Jednalo se o čtvrtý vůz, který tým vyrobil od vstupu do tohoto šampionátu v roce 2008. Vůz řídil dlouholetý jezdec Force Indie Adrian Sutil a šampion DTM z roku 2010 Paul di Resta. Vůz byl představen online 8. února 2011.

## Adrian Sutil
Sutil bodoval v prvním závodě sezóny v Austrálii, když skončil na devátém místě poté, co byli diskvalifikování jezdci týmu Sauber. Další body se mu nedařilo získat až do závodu v Monaku, kde byl v jednu chvíli čtvrtý. V 72. kole však kolidoval s Pastorem Maldonadem, tento kontakt vyvolal incident, při kterém havarovali Jaime Alguersuari a Vitalij Petrov a závod byl zastaven červenou vlajkou. Po restartu nakonec Sutil skončil sedmý. V Kanadě dostal penalizaci průjezdu boxovou uličkou a později v důsledku poškození při kolizi ze závodu odstoupil.

## Paul di Resta
Di Resta bodoval ve své první a druhé Grand Prix v Austrálii a Malajsii. V Číně se kvalifikoval jako osmý, což byl jeho nejlepší výsledek v kariéře, ale v závodě nedokázal skončit na bodech. V Turecku poprvé odstoupil ze závodu a Španělsko a Monako nepřinesly žádné body. V Kanadě byl v jednu chvíli pátý, ale v závěrečné šikaně narazil zezadu do Nicka Heidfelda a zlomil si přední křídlo. Za tuto kolizi byl potrestán penalizací průjezdu boxovou uličkou. Ze závodu později vypadl po chybě na mokru.

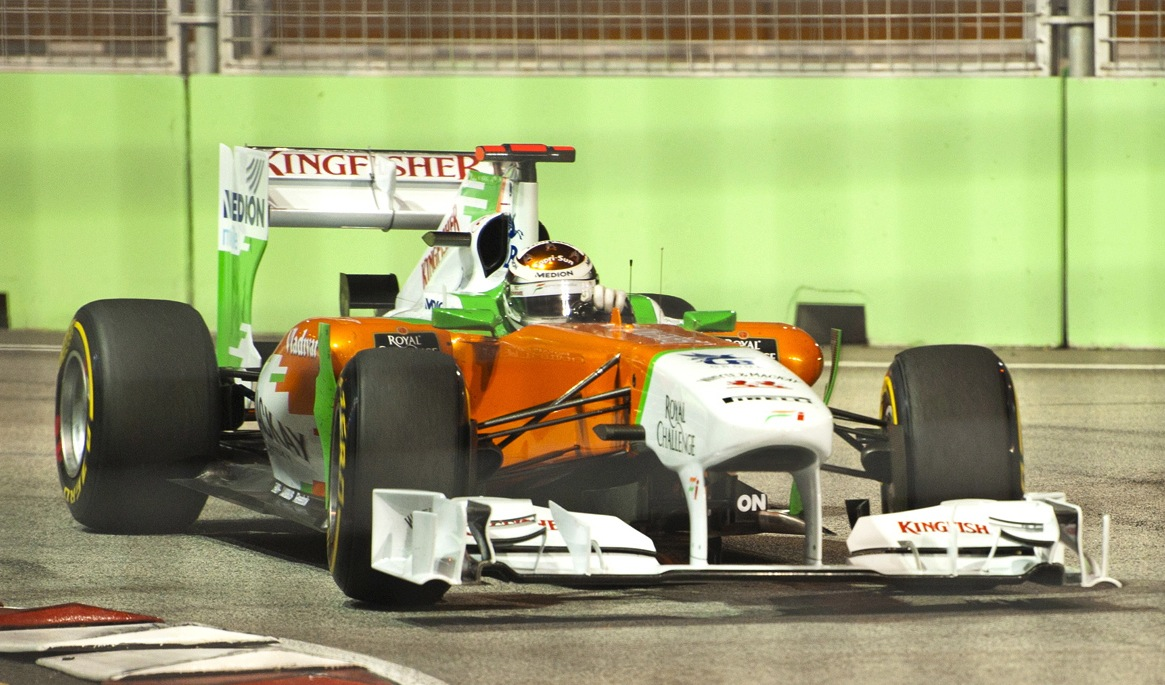
Adrian Sutil při Grand Prix Singapuru.

## Kompletní výsledky ve Formuli 1
| Legenda k tabulce | Legenda k tabulce                                                                       |
| Barva             | Výsledek                                                                                |
| ----------------- | --------------------------------------------------------------------------------------- |
| Zlatá             | Vítěz                                                                                   |
| Stříbrná          | 2. místo                                                                                |
| Bronzová          | 3. místo                                                                                |
| Zelená            | Bodované umístění                                                                       |
| Modrá             | Nebodované umístění                                                                     |
| Modrá             | Dokončil neklasifikován (NC)                                                            |
| Fialová           | Odstoupil (Ret)                                                                         |
| Červená           | Nekvalifikoval se (DNQ)                                                                 |
| Červená           | Nepředkvalifikoval se (DNPQ)                                                            |
| Černá             | Diskvalifikován (DSQ)                                                                   |
| Bílá              | Nestartoval (DNS)                                                                       |
| Bílá              | Závod zrušen (C)                                                                        |
| Světle modrá      | Pouze trénoval (PO)                                                                     |
| Světle modrá      | Páteční testovací jezdec (TD)                                                           |
| Bez barvy         | Netrénoval (DNP)                                                                        |
| Bez barvy         | Vyřazen (EX)                                                                            |
| Bez barvy         | Nepřijel (DNA)                                                                          |
| Bez barvy         | Odvolal účast (WD)                                                                      |
| Bez barvy         | Nezúčastnil se (prázdné)                                                                |
| Označení          | Význam                                                                                  |
| Tučnost           | Pole position                                                                           |
| Kurzíva           | Nejrychlejší kolo                                                                       |
| †                 | Jezdec nedojel do cíle, ale byl klasifikován, protože odjel více než 90 % délky závodu. |
| ‡                 | Byl udělován poloviční počet bodů, protože bylo odjeto méně než 75 % délky závodu.      |
| Horní index       | Umístění bodujících jezdců ve sprintu                                                   |

| Rok  | Tým                 | Motor               | Pneumatiky | Jezdci   | 1   | 2   | 3   | 4   | 5   | 6   | 7   | 8   | 9   | 10  | 11  | 12  | 13  | 14  | 15  | 16  | 17  | 18  | 19  | Body | Umístění |
| ---- | ------------------- | ------------------- | ---------- | -------- | --- | --- | --- | --- | --- | --- | --- | --- | --- | --- | --- | --- | --- | --- | --- | --- | --- | --- | --- | ---- | -------- |
| 2011 | Force India F1 Team | Mercedes FO 108Y V8 | P          |          | AUS | MAL | CHN | TUR | ESP | MON | CAN | EUR | GBR | GER | HUN | BEL | ITA | SIN | JPN | KOR | IND | ABU | BRA | 69   | 6. místo |
| 2011 | Force India F1 Team | Mercedes FO 108Y V8 | P          | Sutil    | 9   | 11  | 15  | 13  | 13  | 7   | Ret | 9   | 11  | 6   | 14  | 7   | Ret | 8   | 11  | 11  | 9   | 8   | 6   | 69   | 6. místo |
| 2011 | Force India F1 Team | Mercedes FO 108Y V8 | P          | Di Resta | 10  | 10  | 11  | Ret | 12  | 12  | 18† | 14  | 15  | 13  | 7   | 11  | 8   | 6   | 12  | 10  | 13  | 9   | 8   | 69   | 6. místo |